# Aleksej Koltsov

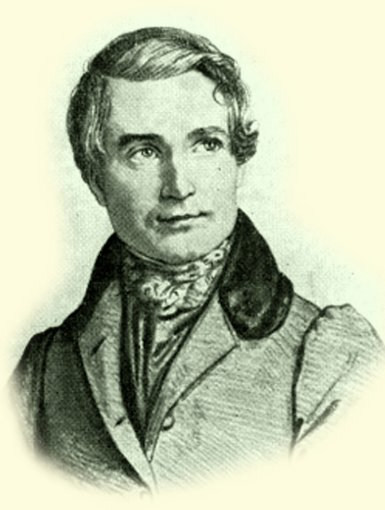
Aleksej Kolsov, litho, 1840

Aleksej Vasiljevitsj Koltsov (Russisch: Алексей Васильевич Кольцов) (Voronezj, 15 oktober 1809 – Voronezj, 10 november 1842) was een Russisch schrijver en volksdichter.

## Leven
Koltsov werd in zijn jeugd voorbereid op het overnemen van de veehandel van zijn vader. Door veel te lezen (onder anderen Poesjkin, Lomonosov en  Zjoekovski) ontwikkelde hij zich en begon hij al jong ook zelf gedichten te schrijven. Doordat de handel hem regelmatig naar Moskou en Sint-Petersburg voerde, was hij in 1831 in de gelegenheid zijn eerste gedichten te publiceren, onder andere in de “Literaturnaya gazeta” van Nikolaj Stankevitsj en “Sovremennik” Van Poesjkin. Hij kwam in contact met vooraanstaande literaire kringen en vond in Vissarion Belinski een mentor. In 1835 publiceerde hij zijn eerste bundel maar hij stierf vervolgens in 1842 op 33-jarige leeftijd aan tuberculose. Bekendheid kreeg hij vooral door een heruitgave van zijn werk plus biografische schets, verzorgd door Belinski, in 1845.

## Typering van zijn werk
Koltsov werd door zijn tijdgenoten gezien als groot volksdichter die als eerste het leven van het gewone volk weergeeft, zonder het te idealiseren. Centraal staat het alledaagse leven van de Russische boer, zijn arbeid en de eindeloze Russische aarde, die hij als religieus ervaart en poëtiseert. De natuur is voor Koltsov altijd een bron van geluk en vreugde. Er spreekt een grote drang naar vrijheid en avontuur uit zijn werk. Een ander thema is de liefde, die bij Koltsov meestal ongelukkig is, maar niet wanhopig. Koltsov staat over het algemeen positief in het leven, zijn gedichten getuigen van een aanstekelijke vitaliteit en optimisme.
Als een belangrijke verdienste van Koltsov kan worden gezien dat hij de eenvoudige taal in de poëzie gelegitimeerd heeft. Hij heeft veel invloed uitgeoefend op Toergenjev, Nekrasov en Jesenin.

## Lied van een grijsaard

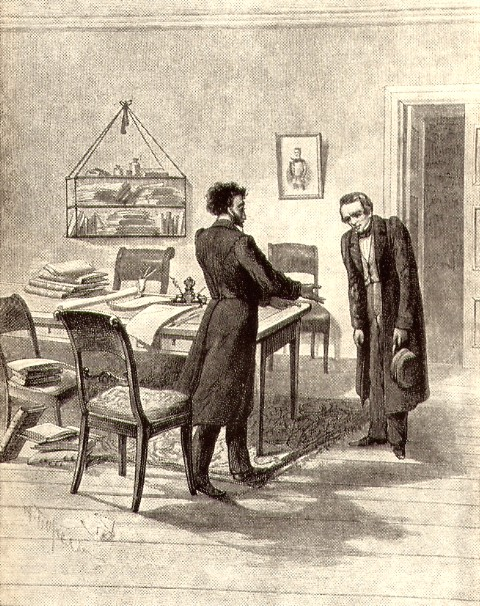
Kolsov (r) en Poesjkin, door P. Boreľa

Ai ik zadel mijn paard.

Geef het de teugels,

Ik ga licht als een valk,

Vlieg voort op vleugels.
Velden, zeeën voorbij,

Naar verre landen –

Ben op weg om mijn jeugd

Te achterhalen.
Ik keer huiswaarts, weer jong

Van lijf en leden,

Val opnieuw in de smaak

Bij jonge meiden.
Helaas gaat er geen weg

Naar het voorbije,

Nimmer zal er de zon

In het westen rijzen.
(vertaling Peter Zeeman)